# グシニェ
グシニェ（モンテネグロ語: Gusinje / Гусиње, モンテネグロ語発音: [ɡǔsiɲe], アルバニア語: Gucia）とはモンテネグロのオプシュティナである。

## 名称
ボスニア語ではグシニェと呼ばれるが、アルバニア語ではGucia、トルコ語ではGusna/گوسنと呼ばれている。

## 歴史
オスマン帝国による征服以前の歴史は詳しくはわかっていない。オスマン帝国がこの地域の支配を行う前、プラヴ・グシンジェと呼ばれている集団がアルバニアのカトリック部族を支配していたとされる。その後、15世紀に征服された。

### 設立
今日のグシニェの設立者はアルバニアのカトリック教徒、デデ・シャラである。1455年、シャラはイスラム教に改宗し、オメル・アガ・シャラとして知られるようになった。彼はオスマン帝国からこの地域を下賜した。その息子、ハサン・アガ・オメルアガイはリム川の畔のこの地に家を初めて建て、オメルアガイ分家をこの地に作った。別の息子、タヒル・アガ・オメルアガイはオメルアガイ分家をプラヴに作っている。1590年にホラーサーンからこの地にヴェリ・ベイの一族が越してくるまで、この地のオメルアガイ家は1461年からこの地を統治していた。ベイの息子ラドジェプ・パシャが突如としてラドジェパジック家を作ると、この地の著名な一族となった。イスタンブールの文書に依れば、1852年からグシニェはコソボ、ヴィライェトの一部となった。15世紀後半から18世紀初頭にはイスラム世界の様々な場所の家がこの地域に移住した。これらのイスタンブールの文書は、1492年にレコンキスタが完了しスペインからイスラム、ユダヤ勢力が駆逐された時にグシニェにもその中の一部が移住してきた事も明らかにしている。17世紀にもトルコ系の家が住んでいた事がわかっている。

### 宗教改革
オスマン帝国の支配が終わると、多くのアルバニア人がイスラム教からカトリックへ改宗した。プラヴ・グジンジェの大多数はアルバニアに起源を持っていたため、一部の東方正教会の家を除けば住民の多くがカトリックとなった。1700年までには75%のプラヴ・グシンジェはイスラム教を捨てていた。

### ベルリン会議とモンテネグロ
オスマン帝国は1878年、ベルリン会議でモンテネグロ公国の所有権を放棄した。しかしながら、プリズレン連盟に大多数の人々が属するこの地域ではこの結論は不評であった。プリズレン連盟と地元のアルバニア人はモンテネグロにアルバニア人の土地を割譲しないよう強く主張した。オスマン帝国はベルリン条約に上手く対処する一方で、この地域で大多数を占め、帝国の律法に従順だと思われていたアルバニア人に新たなる叛乱の可能性を与える事を避けようとしていた。従って、オスマン帝国は和平交渉する事も律法遵守を強いる事も出来なかった。それゆえ、モンテネグロのニコラ1世は軍事侵攻を行い、1879年10月31日から翌11月1日にかけてペパイとアルズハニチェの二村を襲った。住民はこの侵攻に対し抵抗し、グジンジェやプラヴに他の地域から多くのアルバニアの義勇軍が結集した。同年12月4日、マルコ・ミルヤノフ率いるモンテネグロ軍はノクシク谷を攻めたが、グジンジェのアリ・パシャ率いるプリズレン連盟はその侵攻を防いだ。両者とも多大な死傷者を出したものの、アルバニア人の決断はヨーロッパ列強、オスマン帝国双方に警鐘を鳴らし、将来的な混乱を示唆した。更なる企図として、プラヴとグシニェをベルリン条約から外す事があったが、これは失敗に終わった。ニコラは約9000の兵を前線に配置した。一方、プリズレン連盟の約7000の兵と様々な地からの義勇兵も集った。両者は1880年1月8日衝突し、アルバニア軍が勝利した。これはアルバニア人の国民意識に対する国際的理解が列強に対して代替案を求めさせた事も一助となった。
1878年から1912年までプラヴとグシニェは事実上独立していた。

### その後
自治体としてはプラヴに編入されていたが、2014年2月26日にオプシュティナとして独立した。

## 人口

### グシニェ中心部の人口
- 1948年 - 9,439人
- 1953年 - 9,546人
- 1961年 - 9,797人
- 1971年 - 9,571人
- 1981年 - 5,903人
- 1991年 - 2,472人
- 2003年 - 1,704人

### グシニェ中心部の民族構成（2003年）
| 民族           | 人数  | 比率   |
| -------------- | ----- | ------ |
| ボスニア人     | 1,175 | 70.95% |
| ボシュニャク人 | 262   | 15.37% |
| アルバニア人   | 173   | 10.15% |
| モンテネグロ人 | 48    | 2.81%  |
| セルビア人     | 37    | 2.17%  |
| クロアチア人   | 1     | 0.05%  |
| マケドニア人   | 1     | 0.05%  |
| その他         | 7     | 0.45%  |
| 計             | 1,704 | 100%   |

## 観光名所

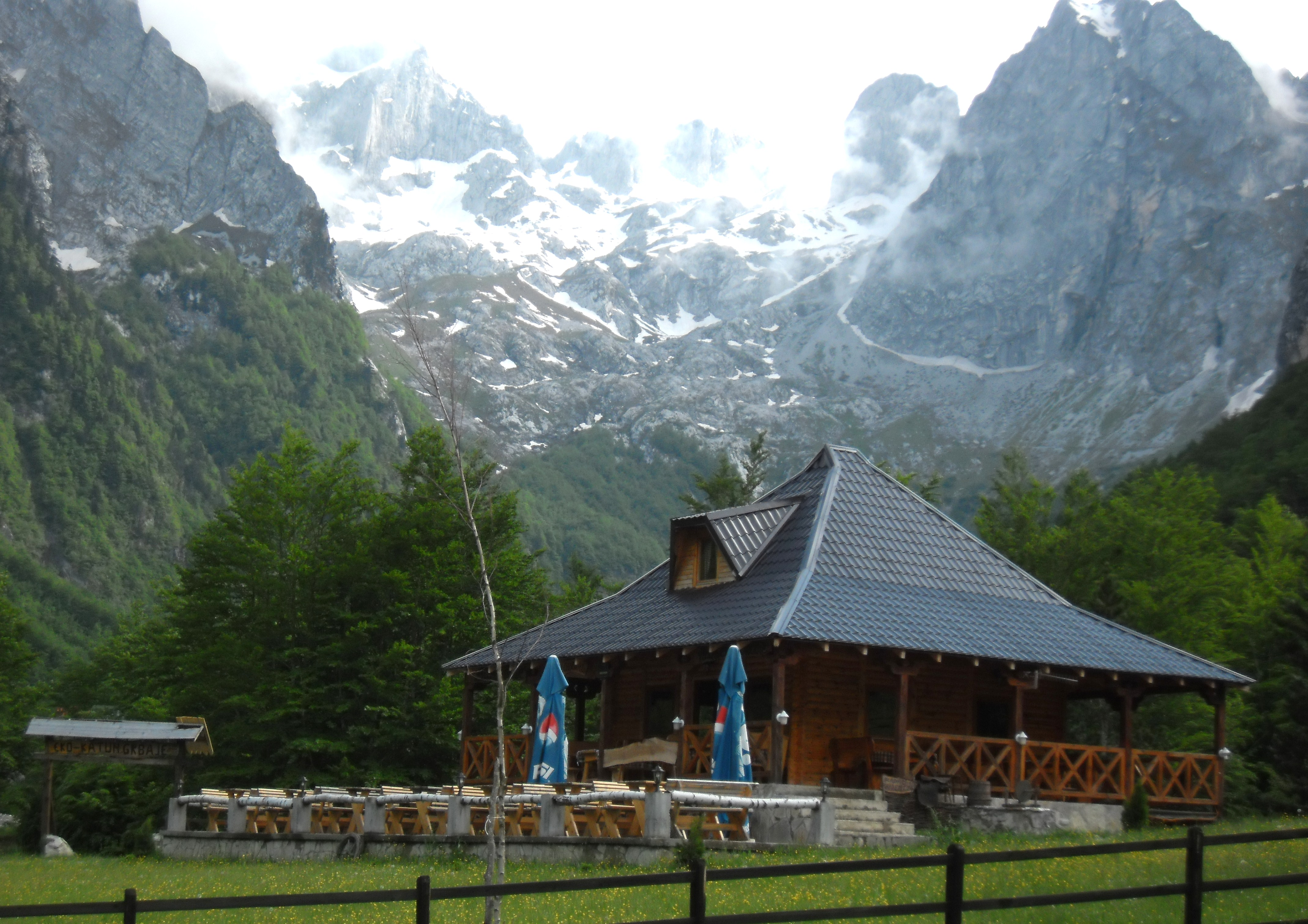
プロクレチイェ山地の麓のグシンジェのレストラン

グシニェにはアリパシニ・イズヴォリと呼ばれる泉がある。この泉では全ての水が岩から直截多くの小さな泉として湧出している。町の独立記念日である8月2日には数千人が集まり、踊りや音楽、料理等でこの日を祝っている。
しかしながら、観光客が少ないため、この地域の文化や風習を味わうには最適な場所になっている。また多くのビストロもあり、チェヴァプチチ等が供されている。幹線道路沿いにはスイーツ屋やジェズベで供される廉価なコーヒー店等が立地している。
また、プロクレチイェ山地はその巨大な山容と非常に良い登山道で著名である。この山地はモンテネグロ国内で最大であり、夏の暑い日であっても山頂には雪が残っている。

## 文化
ジェナン・ラドンチッチが所属したサッカークラブ・FKグシニェの本拠地である。

## 著名人
- グシニェのアリ・パシャ（英語版） - アルバニア人政治家
- レクホ・ムリキ（英語版） -  アルバニア人作曲家
- ジェナン・ラドンチッチ - サッカー選手、大分トリニータ所属
- ファフルディン・ラドンチッチ（英語版） - ドネヴニ・アヴァズ（英語版）誌の設立者
- ズヴディヤ・ホドジッチ（Zuvdija Hodzic） - 作家
- ベキ・ベキッチ（Beki Bekic） - 歌手